# Cornel Ciurea
Cornel Ciurea (n. 12 noiembrie 1972, Chișinău) este un politolog, publicist și politician din Republica Moldova.  A absolvit Academia de Studii Economice din Moldova apoi Școala Națională de Studii Politice și Administrative din București. A fost unul dintre vicepreședinții Partidului Social-Liberal din momentul lansării acestei formațiuni la 9 mai 2001 și pînă la fuziunea sa cu Partidul Democrat din Moldova, la 10 februarie 2008. În iunie 2007 a candidat la funcția de primar general al municipiului Chișinău din partea PSL, obținînd 0,8% din voturi.
Între 2006 și 2009 a fost directorul săptămînalului "Democrația", iar din 2009 este expert politic la Institutul pentru Dezvoltare și Inițiative Sociale "Viitorul" din Chișinău.